# Turzyca szczupła
Turzyca szczupła (Carex disperma Devey) – gatunek byliny z rodziny ciborowatych. Występuje w północnej części półkuli północnej od Alaski do Grenlandii, oraz w Eurazji. W Polsce rośnie współcześnie na kilkunastu stanowiskach położonych w północno-wschodniej Polsce.

## Morfologia

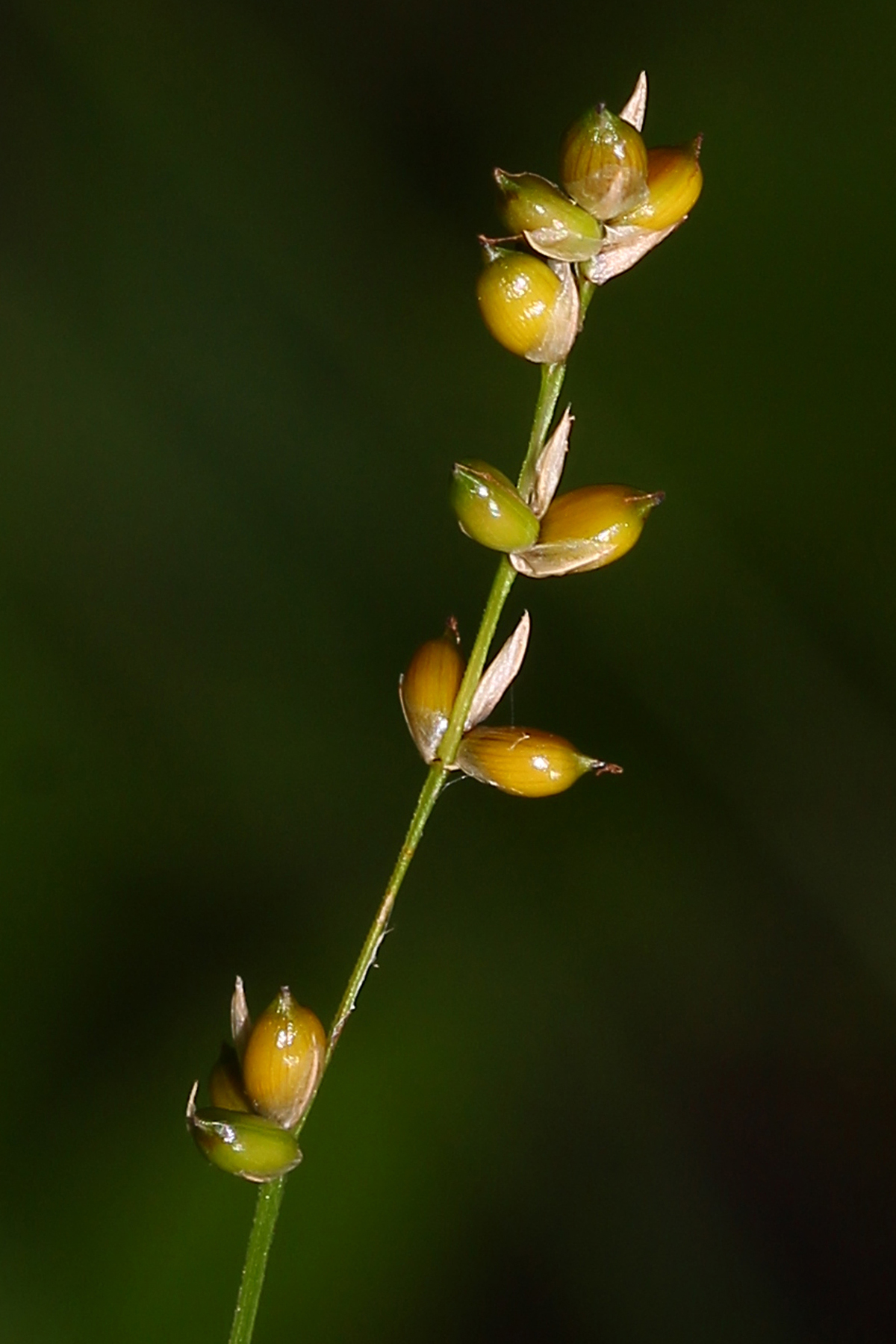
Kłoski z owocami

PokrójRoślina o wysokości dochodzącej do 60 cm.
ŁodygaŁodyga cienka, długa.
LiścieLiście płaskie, zielone, o szerokości mniejszej niż 2 mm.
KwiatyZebrane w drobne, 2-4 kłosy na szczycie łodygi.

## Biologia i ekologia
Bylina, hemikryptofit. Rośnie na terenach podmokłych takich jak mokradła, łąki i w podszycie wilgotnych lasów. Kwitnie od maja do lipca.

## Zagrożenia
- Kategoria zagrożenia w Polsce według Polskiej czerwonej księgi roślin (2001): VU (vulnerable, narażony); 2014: EN (zagrożony)[4]
- Kategoria zagrożenia w Polsce według Czerwonej listy roślin i grzybów Polski (2006): V (narażony); 2016: EN (zagrożony)[5]